# Macrochiridothea uncinata
Macrochiridothea uncinata là một loài chân đều trong họ Chaetiliidae. Loài này được Hurley & Murray miêu tả khoa học năm 1968.